# Rim Kin
Rim Kin (khmer : រីម គីន), né le 8 novembre 1911 et mort le 27 janvier 1959, est un écrivain cambodgien considéré comme l'un des fondateurs de la littérature moderne cambodgienne.

## Biographie

### Un enfance phnompenoise
Rim Kin est né le 8 novembre 1911 à Bakheng, un quartier de Phnom Penh, la capitale du Royaume du Cambodge alors sous protectorat français. Son père Kem était un petit fonctionnaire avant de prendre sa retraite dans la province de Kompong Speu. Le nom de sa mère était Rosa. Le mercredi 16 janvier 1935, il épouse Sen Simone.

### Des études de la pagode à l'Université
Selon la pratique au Cambodge pour les jeunes garçons, Rim Kin a très tôt été envoyé apprendre à lire et à écrire à la pagode de Svay Dangkum. Il y apprend à lire beaucoup de documents juridiques et religieux. Il y développe aussi un goût pour le bouddhisme et une connaissance approfondie de la vie de la pagode. À l'âge de 10 ans, il s'inscrit dans une école française où il apprend à lire et à écrire la langue française. Il obtient son baccalauréat et s'inscrit à l'Université royale de Phnom Penh en 1929.

### L'instituteur devenu auteur
Après avoir obtenu son diplôme d'enseignant, il devient brièvement instituteur à Battambang avant d'être nommé en septembre 1934 préfet des études au Lycée Sisowath à Phnom Penh, la première école franco-cambodgienne "moderne" créée en 1873 par François Fontaine.
Plus tard il enseigne la langue khmère à l'école des officiers, ainsi qu'au Lycée Descartes (1955-1956) et à l'Ecole royale d'Administration (1957).
Brûlé par sa passion pour l'écriture depuis l'âge de 18 ans, il s'efforce de rédiger différents ouvrages, mais n'obtient pas l'estime de ses confères à ses débuts. En 1938, il publie son chef-d'œuvre Sophat (khmer : សូផាត ), le premier roman publié au Cambodge et le premier roman moderne cambodgien à être écrit en prose plutôt qu'en vers selon la coutume khmère.
S'il doit emprunter de l'argent, son premier roman va ébranler les esprits des lecteurs tant au niveau national qu'international. Les éloges du monde entier lui font un retour triomphal. Deux mille livres sont vendus en seulement six mois.
En 1935, l'hebdomadaire cambodgien Ratri Thnai Saur ( khmer : រាត្រីថ្ងៃសៅរ៍) est fondée. C'est cette revue qui publiera les premières histoires en série modernes de Kin. 
En 1939, il publie un premier roman intitulé La Princesse de la Savane (khmer : នាងសមាភាវី), alors que le marché littéraire au Cambodge est essentiellement dominé par les Vietnamiens. Ensuite, il écrit une sorte de palimpseste à partir d'une histoire cambodgienne célèbre de l'époque intitulé Le plus noble s'est fait pauvre (khmer : អ្នកត្រកូលខ្ពស់ម្នាក់ជាអ្នកក្រ). Dans les années 1944-1945, il compose un drame basé sur la vie de Molière, que l'élève-enseignant avait lu et enseigné.

### La reconnaissance
En 1946, à l'occasion des premières élections législatives de la première Assemblée nationale, Rim Kin écrit une histoire engagée dans la campagne pour le Parti démocrate: "L'histoire de Kunvuty".
En 1951, il écrit le script du film de 1952 L'Histoire de la princesse Ratananiri (khmer : រឿងនាងរតននារី).
Son premier roman, Sophat, est adapté à l'écran en 1964. De 1955 à 1957, Kin a été le premier président de l'Association des Ecrivains khmers, ayant obtenu la reconnaissance de ses pairs.
Rim Kin s'est aussi illustré dans le domaine de la traduction ayant traduit parmi d'autres classiques «រឿងឡឺស៊ិត» (Le Cid) de Pierre Corneille ou encore «គ្មានគ្រួសារ» (Sans famille) de Hector Malot. 

## Postérité
Rim Kin est encore considéré comme un des plus grands auteurs modernes du Cambodge. Son chef-d'œuvre, Sophat, est enseigné à ce jour dans les cours de langue khmère à tous les élèves de l'enseignement secondaire au Cambodge.